# Эккенфельд
Эккенфельд (нем. Eckenfeld) — исчезнувшая деревня на территории современного города Бад-Берлебург в районе Зиген-Витгенштейн в земле Северный Рейн-Вестфалия (Германия). Бубенхаузен относился к церковному приходу Диденсхаузен.

## Географическое положение
Покинутое поселение находилось на полпути между Гарсбахом и Рюбенгрундом, вблизи горных вершин Большой и Малый Бубенбрахт.

## История
Деревня впервые упоминается в 1324 году, когда Виганд фон Экевельде был судебным заседателем Баттенберга. С 1345 года его сын Герлах фон Эккенфельд также стал судебным заседателем в Баттенберге. В деревне была своя домовая церковь - капелла Окенфельден (capella Okenfelden). Как и в случае с поселениями Борхаузен, Бубенхаузен и Хоппергхаузен, рыцари Диденсхаузена становятся собственниками Эккенфельда. В 1395 году Герлах фон Диденсхаузен продаёт всю свою долю деревни дворянину Броскену фон Фирмюндену. Последнее документальное свидетельство о населённом пункте относится к 1591 году.

## Наименования поселения
- 1324 год – Экефельде (Ekevelde)
- 1345 год – Экенфельд (Ekenfeld)
- 1356 год – Эккенфельт (Eckenfelt)
- 1384 год – Эккинфельден (Eckinfelden)
- 1395 год – Эккенфельденн (Eckefeldenn)
- 1583 год – Эккенфельдт (Eckenveldt)
- 1591 год – Эккенфельдт (Eckenfeldt)